# Слава (ТВ серија)
Слава (кореј. 더 글로리) је јужнокорејска телевизијска серија. Сценарио потписује Ким Јун-сок, а режију Ан Жил-хо, док ансамблску поделу улога предводе: Сонг Хје-кјо, Ли До-хјун, Лим Џи-јон, Јом Хје-ран, Парк Сунг-хон и Јунг Сунг-ил. Први део је објављен 30. децембра 2022. године, а други 10. марта 2023.

## Радња
Преживевши страшно злостављање у средњој школи, много година после жена покрене сложени план за освету како би злостављачи платили за оно што су јој учинили.

## Улоге
| Глумац        | Улога         |
| ------------- | ------------- |
| Сонг Хје-кјо  | Мон Дон-јун   |
| Ли До-хјун    | Џо Јео-јонг   |
| Лим Џи-јон    | Парк Јон-џин  |
| Јом Хје-ран   | Канг Хјон-нам |
| Парк Сунг-хон | Џон Џеј-џун   |
| Џунг Сунг-ил  | Ха До-јонг    |

## Епизоде
| Сезона | Сезона | Епизоде | Епизоде | Оригинална објава  | Оригинална објава  |
| ------ | ------ | ------- | ------- | ------------------ | ------------------ |
|        | 1. део | 8       | 8       | 30. децембар 2022. | 30. децембар 2022. |
|        | 2. део | 8       | 8       | 10. март 2023.     | 10. март 2023.     |